# Joseph Ki-Zerbo

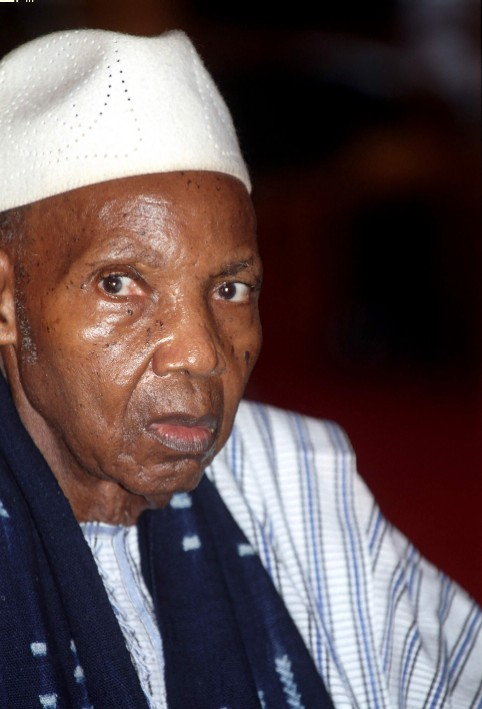
Joseph Ki-Zerbo

Joseph Ki-Zerbo (* 21. Juni 1922 in Toma, Obervolta, heute Burkina Faso; † 4. Dezember 2006 in Ouagadougou) war ein Historiker und Politiker aus dem westafrikanischen Staat Burkina Faso. In Frankreich studierte er an der Pariser Sorbonne und am Institut d’études politiques de Paris Geschichte und Politik. Er wurde Professor für Geschichte in Orléans und Paris, kehrte schließlich 1957 nach Afrika zurück und wurde politisch aktiv. Von 1972 bis 1978 war er Professor für afrikanische Geschichte an der Universität Ouagadougou. 1983 musste er ins Exil nach Senegal gehen und konnte erst 1992 wieder zurückkehren.
1994 gründete er die sozialdemokratische Partei Parti pour la démocratie et le progrès/Parti socialiste (PDP/PS), für die er bis zum August 2006 Abgeordneter im burkinischen Parlament war und deren Vorsitz er bis 2005 innehatte.
1997 wurde Ki-Zerbo für seine Arbeit als Historiker und für seine Analysen der afrikanischen Probleme mit dem Right Livelihood Award ausgezeichnet. Er galt zusammen mit Adu Boahen aus Ghana und K. F. Ade Ayaji aus Nigeria als der wichtigste schwarzafrikanische Historiker.
Ki-Zerbo war Sozialist und Verfechter einer eigenständigen Entwicklung Afrikas sowie der Einheit des Kontinents.

## Werke
- Histoire de l’Afrique noire. Libraire Hatier, Paris 1978 (Die Geschichte Schwarz-Afrikas. Wuppertal 1979 und Frankfurt am Main 1981)
- Le monde africain noir. Libraire Hatier, Paris 1964